# Landete
Landete – gmina w Hiszpanii, w prowincji Cuenca, w Kastylii-La Mancha, o powierzchni 79,35 km². W 2011 roku gmina liczyła 1349 mieszkańców.